# Juglans microcarpa
Pour les articles homonymes, voir Noyer (homonymie).
Espèce
Classification phylogénétique
Le noyer du Texas (Juglans microcarpa) est un noyer de petite taille, d'une dizaine de mètres de haut, son feuillage composé a des folioles plus petit que le noyer commun (Juglans regia), sa noix fait environ 1 cm de diamètre.